# Marina pontificia
La Marina pontificia fue la marina militar de los Estados Pontificios. La armada papal tuvo presencia desde la Edad Media, sin embargo nunca fue de una fuerza considerable, además no igualaba el poder naval de otros estados italianos. Esta fuerza papal naval se mantuvo hasta la incorporación de los Estados Pontificios al Reino de Italia.

## Historia

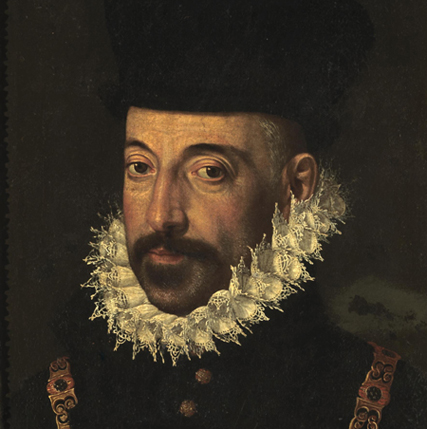
Marco Antonio Colonna

Activa a lo largo del medioevo, tuvo cierta importancia, aunque limitada en número. Las costas de los estados papales estuvieron bajo la protección de la marina bizantina hasta el siglo noveno. Los ataques sarracenos a Roma en los años 843, 846 y 849 finalmente requirieron la construcción de sus propias fuerzas navales. A menudo no existían de forma permanente y se complementaban con flotas de otros estados cristianos, según fuera necesario. Los buques de guerra papales, por su parte, participaron en las diversas cruzadas y guerras contra los turcos otomanos, así como en la defensa de los corsarios.
En la batalla de Lepanto de 1571, doce barcos fueron enviados bajo el mando de Marco Antonio Colonna, capitán general de la marina de guerra del Papa.
Los buques de guerra se construyeron en el puerto interior romano de Ripa Grande, donde a partir de 1715 se creó un nuevo arsenal, pero se construyeron principalmente buques mercantes. Las bases principales fueron en Civitavecchia y Ancona. Después del interludio napoleónico no hubo una reconstrucción significativa. En 1823, la Marina tenía una goleta llamada San Pietro (12 cañones) y tres unidades más pequeñas. Además, había doce barcos patrulleros de la flotilla de aduanas y cuatro barcos de vapor de la flotilla del Tíber.

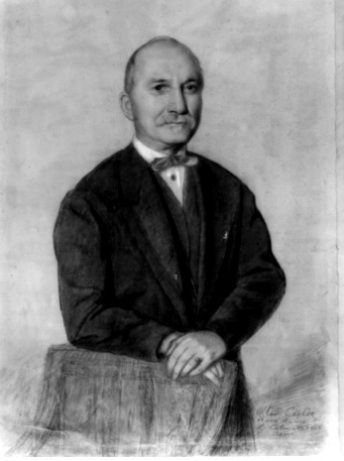
Alessandro Cialdi.

De 1840 al 1861 el comandante de la Marina pontificia fue Alessandro Cialdi (1807-1882). En septiembre de 1840, una expedición dirigida por él navegó a Egipto, para remontar el Nilo y retirar las columnas de alabastro donadas por el virrey de Egipto para la reconstrucción de la  basílica de San Pablo extramuros, llegaron a Civitavecchia el 16 de agosto de 1841.
En 1842, Cialdi condujo un convoy de tres barcos a vapor, adquiridos por el Estado Pontificio en el Reino Unido, desde el Támesis al Tíber. El convoy viajó a través del río Támesis, llegó al canal de la Mancha , recorriendo el norte de Francia por Normandia hasta llegar a Marsella, y desde aquí se dirigió al Mediterráneo, llegando a Roma tras remontar el Tíber.
En 1848, la flota papal al mando de Cialdi tomo parte en la primera guerra de independencia italiana, junto con otros Estados italianos.
Durante la República Romana (1849), el barco de vapor Roma comandado por Cialdi se distinguió en las aguas de Ancona, haciendo uso del vapor en los periodos de calma, para contrarrestar a la flotilla a vela austriaca que estrechó el asedio de la ciudad adriática.
En el 1856 se unificaron las marinas de guerra, de finanza y del Tíber, bajo la nueva denominación de "Marina militar pontificia".

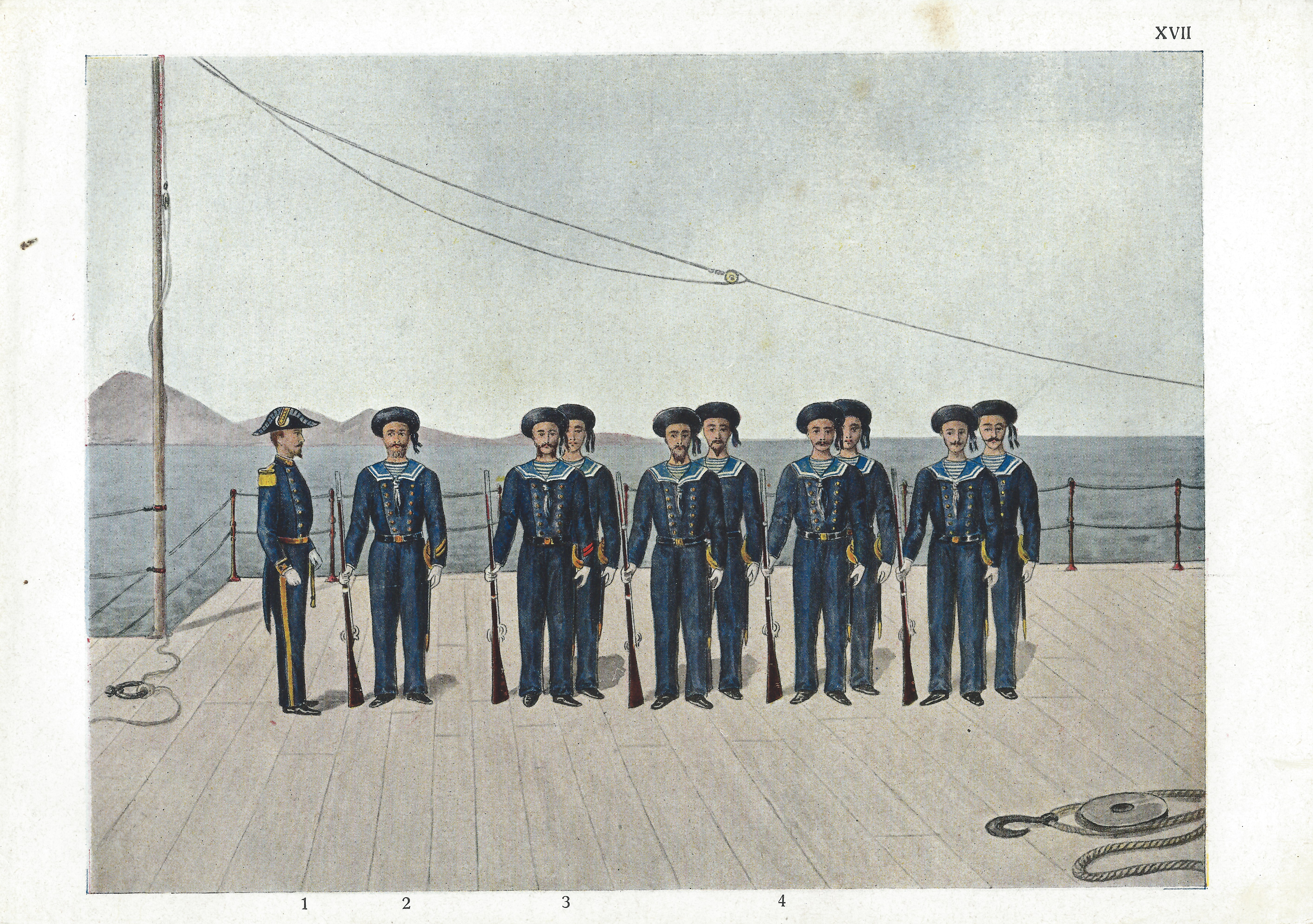
Uniformes de la marina en los últimos años anteriores a 1870.

En 1860, todavía a las órdenes del teniente coronel Cialdi, la marina pontificia conoció una cierta expansión, gracias sobre todo al ingreso en servicio de la corbeta a vapor Inmaculada Concepción, de la cual se conserva hoy una lancha salvavidas en el museo de la ciencia y de la tecnología de Milán y un modelo a escala y la bandera, conservados en el museo histórico vaticano en el palacio Letrán.
Después de la captura de Roma (1870) los medios de la marina pontificia se absorbieron a las fuerzas del Reino de Italia, como el barco de vapor San Paolo, utilizado por la guardia de finanzas del Reino de Italia para la vigilancia anticontrabando en el delta del Po. También las infraestructuras fueron utilizadas por el estado italiano, como el arsenal naval de Roma, situado en la Puerta Portese, en la vía Portuense, al interior del puerto de Ripa Grande, el cual fue abandonado a fines del siglo XIX debido a la construcción de nuevos diques en el Tíber.
En 1951, con un decreto emitido por la Comisión Pontificia para el Estado de la Ciudad del Vaticano, se estableció que, según el derecho internacional, el Estado de la Ciudad del Vaticano podía permitir la navegación de los buques que enarbolan la bandera del Vaticano.

## Barcos
Durante Lepanto
- Capitana ("Buque Insignia").
- Padrona ("Buque Insignia de Escuadrón").
- Suprema (Supremo).
- Serena (Sereno).
- Pace (Paz).
- Vittoria (Victoria).
- Grifona (Grifono).
- Santa Maria.
- San Giovanni.
- Regina (Reina).
- San Bonaventura (San Buenaventura).

Durante las Guerras Napoleónicas
- San Pietro, una goleta.
- San Pietro (antiguo HMS Speedy), hundido en 1807.

Durante 1840-1870
- Roma (1866), Barco a Vapor, posiblemente una Fragata.
- Immacolata Concezione (Corbeta) (Inmaculada Concepción).